# مقدمة في مبادئ الأخلاق والتشريع
مقدمة في مبادئ الأخلاق والتشريع هو كتاب للفيلسوف الإنجليزي والمنظر في فلسفة القانون جيرمي بنثام "طبع في الأصل عام 1780، ونشر لأول مرة في عام 1789". يعتبر أهم عمل نظري لجيرمي بنثام. حيث طور فيه بنثام نظريته عن النفعية وهو أول كتاب رئيسي حول هذا الموضوع.

## نظرة عامة
كان بنثام أول فيلسوف كبير يطور ويدافع عن نظرية الأخلاق النفعية. مثل جون ستيوارت مل، الذي تأثر به كثيرًا، اعتقد بنثام أن السعادة أو اللذة هي الشيء الوحيد الجيد في حد ذاته. كان يعتقد أن البشر، بطبيعتهم، مدفوعون حصريًا بالرغبة في اللذة (وجهة نظر تُعرف باسم مذهب اللذة)، وأنه يجب عليهم من الناحية الأخلاقية أن يسعوا إلى تحقيق أقصى قدر من اللذة (وجهة نظر تُعرف باسم «مذهب اللذة الأخلاقية»). في مبادئ الأخلاق والتشريع، يسعى بنثام إلى تحديد الشكل الذي سيبدو عليه نظام القوانين إذا تم بناؤه على أساس نفعي بحت. ولتحقيق هذه الغاية، يقدم بنثام تحليلات مضنية لمختلف أنواع الملذات والآلام ومصادرها، وكيف ينبغي قياسها، والمكونات الأخلاقية والقانونية ذات الصلة بالأفعال البشرية، والعواقب السلبية للأفعال الضارة، وأنواعها. السلوكيات التي «لا تفي» بالعقاب، ومختلف فئات الجرائم.

## قراءة موسعة
- جيمس إي. كريمينز، "جيريمي بينثام"، موسوعة ستانفورد للفلسفة.
- جيرالد ج. بوستيما، بنثام وتقاليد القانون العام. مطبعة جامعة أكسفورد، 1986.
- اتش ال ايه هارت، «مقالات عن بنثام». أكسفورد: مطبعة كلارندون، 1982.

## روابط خارجية
- النسخة الأصلية كاملة
- النص الكامل في earlymoderntexts.com
- النص الكامل في utilitarianism.com